# 登
登（希臘語：或）為古埃及第一王朝的第四位国王（法老），亦有說他是第一王朝的第五位法老，相当于曼涅托在《埃及史》中所记的乌萨菲（希臘語：或）。他的母亲是王后美麗奈茨，父亲可能是国王傑特。
早期的埃及史料記載中提到在他的在位時期，埃及曾與西奈半島的貝都因人發生戰爭。他是第一位使用「兩地之王」（King of the Two Lands）稱號，也是第一位被描繪成戴有「紅白雙冠」的法老。他在阿拜多斯烏姆·卡伯的陵墓鋪以紅色和黑色的花崗岩，這是埃及人首次使用硬石作為建築材料。他在位時間甚長，很多宮廷禮儀和王權都是於這段時間建立起來的，其後的法老亦相繼沿用，而且非常重視。登是埃及第一王朝在位时间最长的法老，也被誉为第一王朝诸王中最杰出者。

## 在位时间

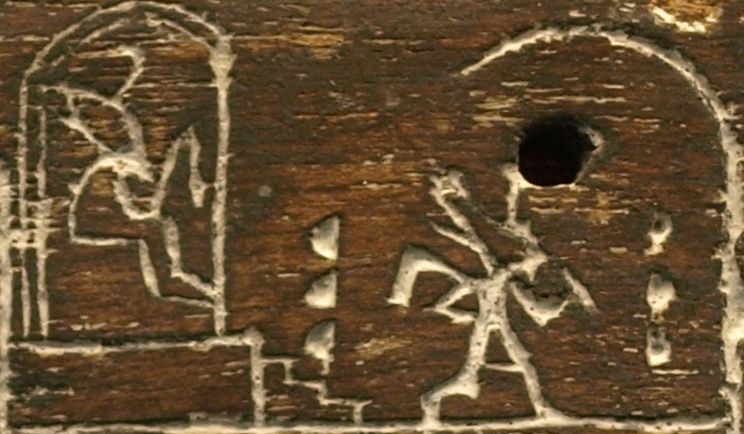
這塊於登墓出土的黑檀木板大約是公元前3000年的古物，刻有登慶祝賽德節的情景，圖左戴著王冠的正是登。此黑檀木板現藏於大英博物館。

根據巴勒莫石碑，登在位时间至少「整整32年或有餘」，另外，亦有說法指他在任的時間超過50年，甚至55至60年，他登基時只是一個小孩子，統治者為其母親美麗奈茨（她甚至很可能擔任过法老），直至他成年。他經歷了兩次賽德節（Sed festival），意味著他統治埃及的時間最少有33或34年。登在位时期的事跡擁有较为完备的记录：他的統治活动記載於編號为5的開羅殘片上，而他晚期的事跡則刻於巴勒莫石碑上。

## 在位事蹟
有关登的考古资料很多，但对他个人的详情了解很少。

### 王衔
登是第一個使用稱銜的法老，在古埃及研究上一般稱作「樹蜂銜」，具有「上下埃及之王」的意思，「樹蜂銜」中的「樹」其實是指莎草，代表著上埃及，而「蜂」則是指「蜜蜂」，代表著下埃及。儘管传统上认为於那爾邁在位時，埃及已經統一，而登的樹蜂銜確立代表了神聖王權的進一步發展。登的荷魯斯名為「荷爾-登」，意思是「攻擊的荷魯斯」（Horus who strikes），登選擇這名字反映出他致力確立他帝國的疆域。

### 征战
有大量證據顯示登曾经數次征伐東北部邊疆的民族。一塊於阿拜多斯出土的象牙圖刻描繪了登用權標頭打擊跪在地上的敵人，而圖刻的象形文字銘文為「第一次打敗東方（人）」，这可能是一次对西奈半島居民或沙漠游牧民族（贝都因人）的远征。而巴勒莫石碑上最少刻有兩段提及登遠征的事蹟：「云契烏敗北」、「破壞烏魯卡」。前者所指的是住於尼羅河和紅海之間以及西奈半島上的部落，而後者是部落還是城市則未能確認；这两次军事行动的记载反映出登於在位时期战事频繁。

### 其他
巴勒莫石碑上亦有超過70個關於從巴勒斯坦地區進口貨品的記錄，顯示出登在位期間埃及與該地區已有聯繫。巴勒莫石碑亦記錄了其他重要的事件，在巴勒莫石碑的第3行“x+4”年的关于登的记载有两种不同的译文。布雷斯特德的英文译文是：“[清查]西、北、东各诺姆的全体人民。”表示登在其登基第四年所做的人口普查。但后来俄国学者的俄文译文为：“用西部、北部和东部的全体臣民充满（？存疑）各诺姆。”俄国学者表示，他所提出的译文完全是假定的，假如俄文译文符合实际，那么就表示在登在位期间发生了人民的迁移，尼罗河三角洲的居民（即“赖伊特”臣民）迁移到了另外的一些诺姆，这可能是非常重要的事实。另外，石碑上还记载了包括在他成為法老的第二十年的時候，對各神龕，以及對阿匹斯的獻祭。
在他管治埃及的時期，瑪芙代特（Mafdet）的女神形象擁有重要地位，有可能在那时成為了王室的守護神。財富和朝廷官員的重要性都顯著增加，登的大臣海瑪卡（Hemaka）的墓比法老的還要大，所以一直以來被人誤以為是登的墓。這個位於薩卡拉的墓有很多該段時期的陪葬品，包括鑲花的遊戲碟，以及最早期的莎草紙文獻。在這個墓以及其他官員墓中的財富反映出登在位時期，國家的确頗為繁榮。

## 陵墓

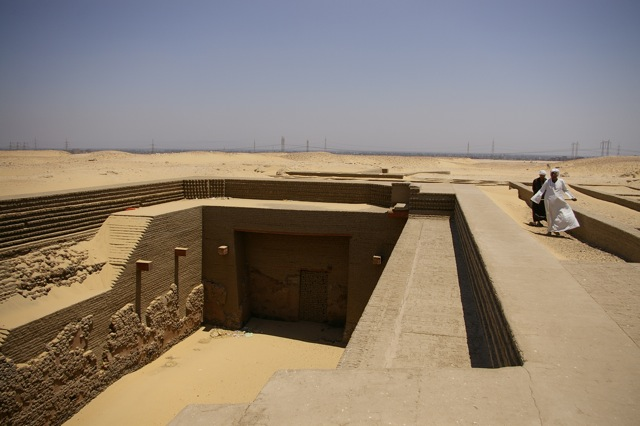
登之墓，圖中可見經修葺後的入口

登的陵墓位於阿拜多斯的烏姆·卡伯，編號為T，而附近皆為第一王朝時期其他法老的陵墓。與當地其他各陵墓相比，该墓面積最大，興建最好，而且也是第一個擁有花崗岩階梯的墓，很可能登還在世時，古埃及人將他的墓室作为倉庫，這樣也方便預備登死後的陪葬品。
登墓的另一個特色包括它是第一個以石建成（而非以泥磚建成）的陵墓。原本在阶梯的中途有一扇木門，而在墓室前亦有一道升降閘門，以防止盜墓者進入。陵墓的地面是以來自阿斯旺紅色和黑色的花崗岩鋪設成成，這是第一個以這種硬石作材料的大型建築 。
在登的陵墓中找到20件塊以象牙和黑檀木造成的圖板，其中18件是由威廉·馬修·弗林德斯·皮特里於埃米爾·阿美利諾發掘後的殘堆中發發現的。這些都是最早一批展現出法老頭戴埃及雙冠的，以及作為作為賽德節一部分祭祀石碑的圖板。該墓共有136名男女奴隸殉葬。這些奴隸被認為是法老的侍臣，可見在第一王朝時期有活人犧牲的習慣，但在第一王朝完結時，此風則不再流行，而是以夏勃梯人形塑像（ushabti，亦作，一種陪葬塑像模型）取代，人們認為這些塑像可侍候在陰間的法老。

## 家庭、婚姻与继承者
现代学者认为登是傑特的儿子，不过这一观点仅仅建立在傑特是登的前任这一史实基础上。登的母亲是傑特的王后美丽奈茨。登的王后有塞玛特、娜克特奈茨，还有一位可能是卡-奈茨，第三位王后是存在争议的。登的继承者是其子阿涅德吉布。

## 影响与评价
登是古埃及第一王朝在位时间最长的一位国王，也被誉为第一王朝最杰出的国王。登於在位期间战事频繁，反映出他是一位雄心勃勃而强有力的统治者。他在位期间鼓励艺术和技艺创造，并且发展了埃及的国家行政机构。在王权统治方面，登最引人注目的措施是他即位后第一次采用了双重王冠（红白双冠）和双重王衔（树蜂）：“红白双冠”象征着上下埃及“两个权力的统一”（白冠是上埃及的王冠，红冠是下埃及的王冠），而树蜂王衔则意为“他属于菅茅和蜜蜂”（菅茅即古埃及的苏特树或莎草，是上埃及王衔，蜜蜂是下埃及王衔），代表着“上下埃及之王”，表示登已经确立了自己在上下埃及两地的权威，或者至少反映出当时埃及的王权统治得到了进一步的巩固和加强。但是登对双冠和双王衔的使用并不意味着他在位期间已经实现了上下埃及的完全统一，因为无论从考古发掘还是从文献记载中都无法证实这一点，只能说明第一王朝以来，经过几代法老的多年征战、兼并和扩张，到登在位时期已经确立了霸权，而王权的巩固和加强加速了上下埃及统一的进程，一直到第二王朝末期终于实现了上下埃及的完全统一。登之后，第一王朝进入末期，因为这一时期的文物较为缺乏，文字记载很少，所以历史模糊不清。